# 김해 금강사 법화영험전
김해 금강사 법화영험전(金海 金剛寺 法華靈驗傳)은 대한민국 경상남도 김해시에 있는 불교책이다. 2018년 6월 21일 경상남도의 문화재자료 제645호로 지정되었다.
법화영험전은 1331년에 왕사가 되었던 고승(高僧) 요원(了圓)이 당(唐) 혜상(慧詳)의 「홍찬법화전」10권과 송(宋) 종효(宗曉)의 「현응록」4권을 비롯하여 고려 진정국사(眞靜國師) 「해동전홍록」 4권의 삼전(三傳)에서 가장 기특한 법화영험담(法華靈驗譚)을 종합하여 2권으로 초록한 책이다. ｢김해 금강사 법화영험전｣은 고려 묘혜대사(妙慧大師)의 희사로 간각(刊刻)하여 만의사(萬義寺)에 안치하였던 고려본을 판하본(板下本)으로 하여 1534년 전라도 고창 문수사(文殊寺)에서 복각했던 것으로 임진왜란 이전의 자료로서의 가치가 있다.

## 참고 문헌
- 김해 금강사 법화영험전 - 국가유산청 국가유산포털